# Afraflacilla asorotica
Afraflacilla asorotica là một loài nhện trong họ Salticidae.
Loài này thuộc chi Afraflacilla. Afraflacilla asorotica được Eugène Simon miêu tả năm 1890.